# Antonín Perič
Antonín Perič (30. září 1896 Praha – 1. dubna 1980) byl český cyklista. Účastnil se dvou závodů na Letních olympijských hrách 1924 a dvou závodů na Letních olympijských hrách 1928. Jeho syn, Milan Perič byl také cyklistou a účastníkem Letních olympijských her 1952.

## Cyklistika
Svoji cyklistickou kariérou začal v AFK Union Žižkov. Po první světové válce reprezentoval AC Sparta Praha, kam přišel roku 1920. Získal celkem 6 mistrovských titulů. V roce 1920 získal svůj první titul mistra České republiky ve sprintu. V roce 1923 získal titul šampióna na silnici a v bodovacím závodě družstvev na dráze. Roku 1926 vyhrál závod na 50 km a v letech 1928–29 byl úspěšný ve stíhačce družstev na 4 km.
V historických tabulkách se uvádí i stříbro z Mistrovství republiky do vrchu a ve sprintu, dvakrát bronz na silnici a třikrát stříbro v závodě na 50 km. Jeho nejlepší výsledek je dle historiků 2. místo na trati Vídeň - Znojmo - Vídeň mezi 140 jezdci po dvou defektech z roku 1924.
Na Letních olympijských hrách 1924 se v individuálním závodě umístil na 32. a v týmovém 11. místě. Na jeho druhých olympijských hrách v roce 1928 se v individuálním závodě umístil 46. a v týmovém 11. místě.
Šestkrát se účastnil závodu Praha - Karlovy Vary - Praha. V letech 1921 a 1926 se umístil druhý, třetí se umístil v letech 1927 a 1928. Tento závod dlouhá léta vedl a byl jeho spoluzakladatelem. Mimo to stál u zrodu Závodu míru a zastával funkcionářské a trenérské pozice ve Spartě i u národního družstva. Například připravoval národní reprezentaci na Letní olympijské hry 1936.
V roce 1951 byl odvolán z vedení reprezentace.

## Konstruktérství kol
V roce 1933 si v karlínské Pernerově ulici otevřel dílnu, kde stavěl závodní kola, tzv. Peričovky. Používal materiály Dürkopp, BSA nebo Reynolds. Kontakty pro spolupráci získával na obchodních cestách, které absolvoval na kole. Snažil se používat ty nejnovější součástky. Později, koncem 30. let, začal s výrobou doplňků vypomáhat i jeho syn.
Na kole se štítkem A. Perič Cycles Prague vyhrál v roce 1949 Jan Veselý Závod míru.
Po znárodnění dílny v roce 1948 pracoval jako řadový zaměstnanec do pětasedmdesát let. Jeho poslední kolo bylo pravděpodobně kolo olympijského vítěze Jiřho Dalera z roku 1967.